# Åtjärnen (Seglora socken, Västergötland)
Åtjärnen är en sjö i Borås kommun i Västergötland och ingår i Viskans huvudavrinningsområde.